# The Man Who Can't Be Moved
Singles de The Script
We Cry
(2008) Breakeven
(2008)
The Man Who Can't Be Moved est le deuxième single de The Script, le groupe de rock irlandais, issu de leurs premier album studio The Script. Le single est sorti le 25 juillet 2008, et a été beaucoup utilisé par Ghost Whisperer dans sa quatrième saison. La chanson a été aussi jouée dans plusieurs radios américaines. La chanson a été inclus dans la bande originale de Victoria's Secret Fashion Show sorti en 2009. Les membres de Straight No Chaser ont repris la chanson. 

## Vidéo musicale
Le clip de The Man Who Can't Be Moved a été réalisé par Marc Klasfeld. Le clip est disponible depuis 29 juin 2009 sur la page officielle de groupe sur YouTube, et a été vu plus de 60 000 000 fois. Le clip a été aussi joué dans plusieurs chaines musicales durant cette période. Le clip est similaire à celui de We Cry, en effet dans les deux on voit Danny marchant dans une cité urbaine. Il y a aussi des scènes de tous les membres dans un parking. L’intrigue de chaque vidéo est complètement différente. Danny s'assis et attend une fille sur un pavement, là ou ils se sont rencontrés pour la première fois. Il devient ainsi une sorte de célébrité, interviewé par de nombreux journalistes. Vers la fin de la vidéo, le temps passe très vite et on aperçoit les saisons défiler, Danny est toujours assis au trottoir attendant la fille.

## Pistes
- CD / Téléchargement[2]

1. The Man Who Can't Be Moved - 4:02
2. Anybody There - 2:57

- CD (Allemagne)

1. The Man Who Can't Be Moved - 4:02
2. Anybody There - 2:57
3. Rusty Halo (Live) - 3:45
4. The Man Who Can't Be Moved (Making of the Video) - 3:00

- EP en téléchargement[3]

1. The Man Who Can't Be Moved - 4:02
2. The Man Who Can't Be Moved (Vidéo) - 3:59

## Classement
Le 27 juin 2008 le single entre dans le UK Singles Chart à la 30e position. La chanson se hisse à la deuxième place derrière I Kissed a Girl de Katy Perry. En Nouvelle-Zélande la chanson est entrée dans le chart à 72e place et a réussi à atteindre la dix-neuvième place en trois semaines. La chanson est entrée dans le Chart Australien des Singles en date 3 novembre 2008 à 93e place et atteint #44. La chanson a été certifiée disque de platine en Australie avec 35 000 copies vendues. Sur Billboard Hot 100 la chanson est entrée #96. La chanson a été aussi certifiée disque de platine par RIAA avec 500 000 copies vendues aux États-Unis.
| Classement (2008-2010)                 | Meilleure position |
| -------------------------------------- | ------------------ |
| Allemagne (Media Control AG)           | 28                 |
| Australie (ARIA)                       | 44                 |
| Autriche (Ö3 Austria Top 40)           | 33                 |
| Belgique (Flandre Ultratop 50 Singles) | 35                 |
| Danemark (Tracklisten)                 | 2                  |
| Irlande (IRMA)                         | 2                  |
| Japon (Hot 100)                        | 4                  |
| Pays-Bas (Single Top 100)              | 50                 |
| Nouvelle-Zélande (RMNZ)                | 19                 |
| Slovaquie (IFPI Rádio)                 | 71                 |
| Espagne (PROMUSICAE)                   | 49                 |
| Suède (Sverigetopplistan)              | 28                 |
| Suisse (Schweizer Hitparade)           | 17                 |
| Royaume-Uni (UK Singles Chart)         | 2                  |
| États-Unis (Hot 100)                   | 86                 |
| États-Unis (Adult Pop Songs)           | 15                 |
| États-Unis (Pop Airplay)               | 27                 |
| Classement (2012)                      | Meilleure position |
| Royaume-Uni (UK Singles Chart)         | 18                 |

### Certifications
| Pays              | Certification     | Ventes  |
| ----------------- | ----------------- | ------- |
| Australie (ARIA)  | Disque de platine | 70 000  |
| États-Unis (RIAA) | Disque d'or       | 500 000 |

### Classement de fin d'année
| Chart (2008)     | Position |
| ---------------- | -------- |
| UK Singles Chart | 28       |